# Amyna tristis
Amyna tristis là một loài bướm đêm trong họ Noctuidae.